# Prychia
Prychia is een geslacht van spinnen uit de  familie van de Sparassidae (jachtkrabspinnen).

## Soorten
- Prychia gracilis L. Koch, 1875
- Prychia maculata Karsch, 1878
- Prychia pallidula Strand, 1911
- Prychia suavis Simon, 1897